# X. Armee-Korps (Deutsches Kaiserreich)

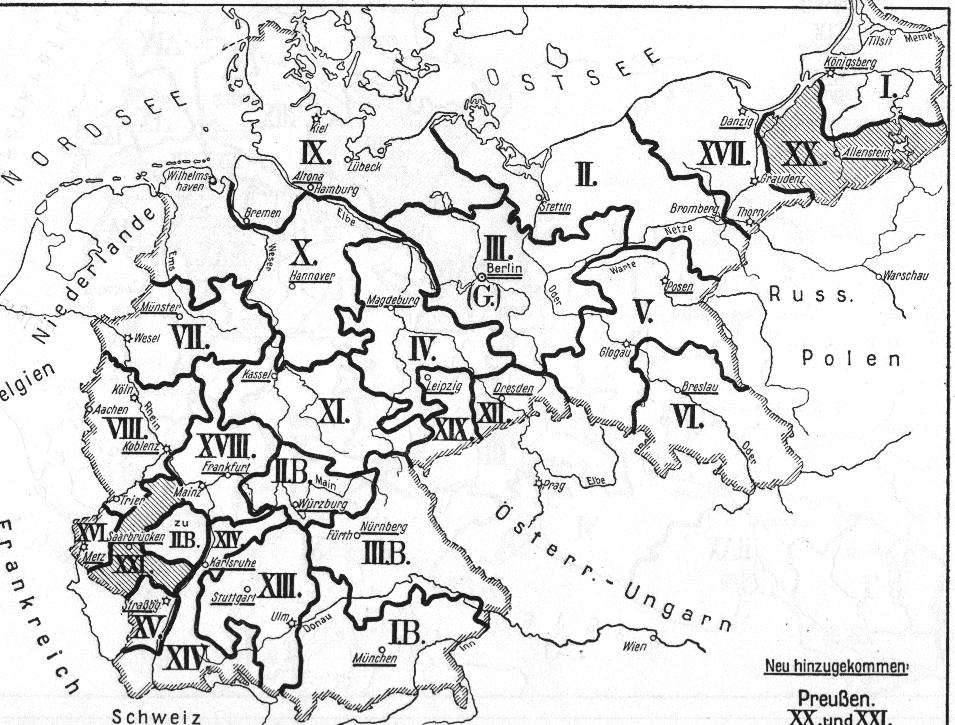
Deutsche Korpsbereiche 1914

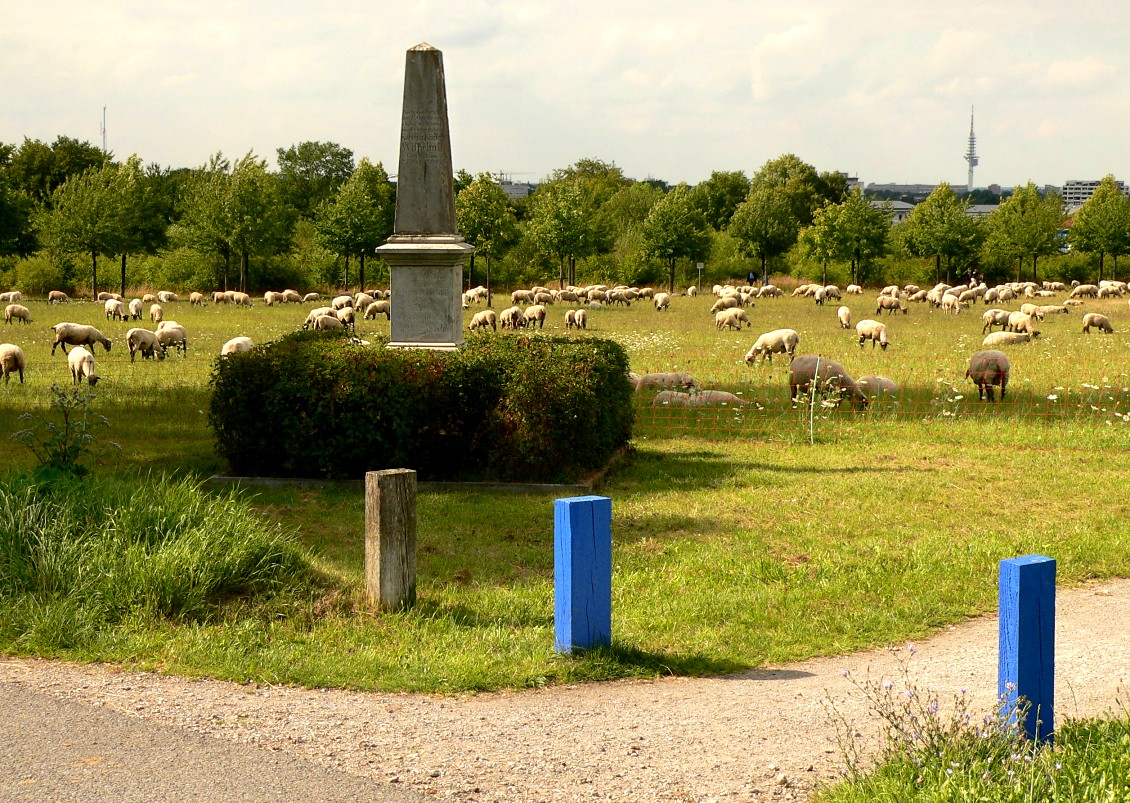
Paradestein am Kronsberg in Hannover für die Kaiserparaden bei Manövern des X. Armee-Korps 1874, 1881, 1889 und 1907

Das X. Armee-Korps war ein Großverband der Preußischen Armee, der 1867 aus dem X. Armee-Korps des Bundesheeres gebildet wurde.

## Gliederung

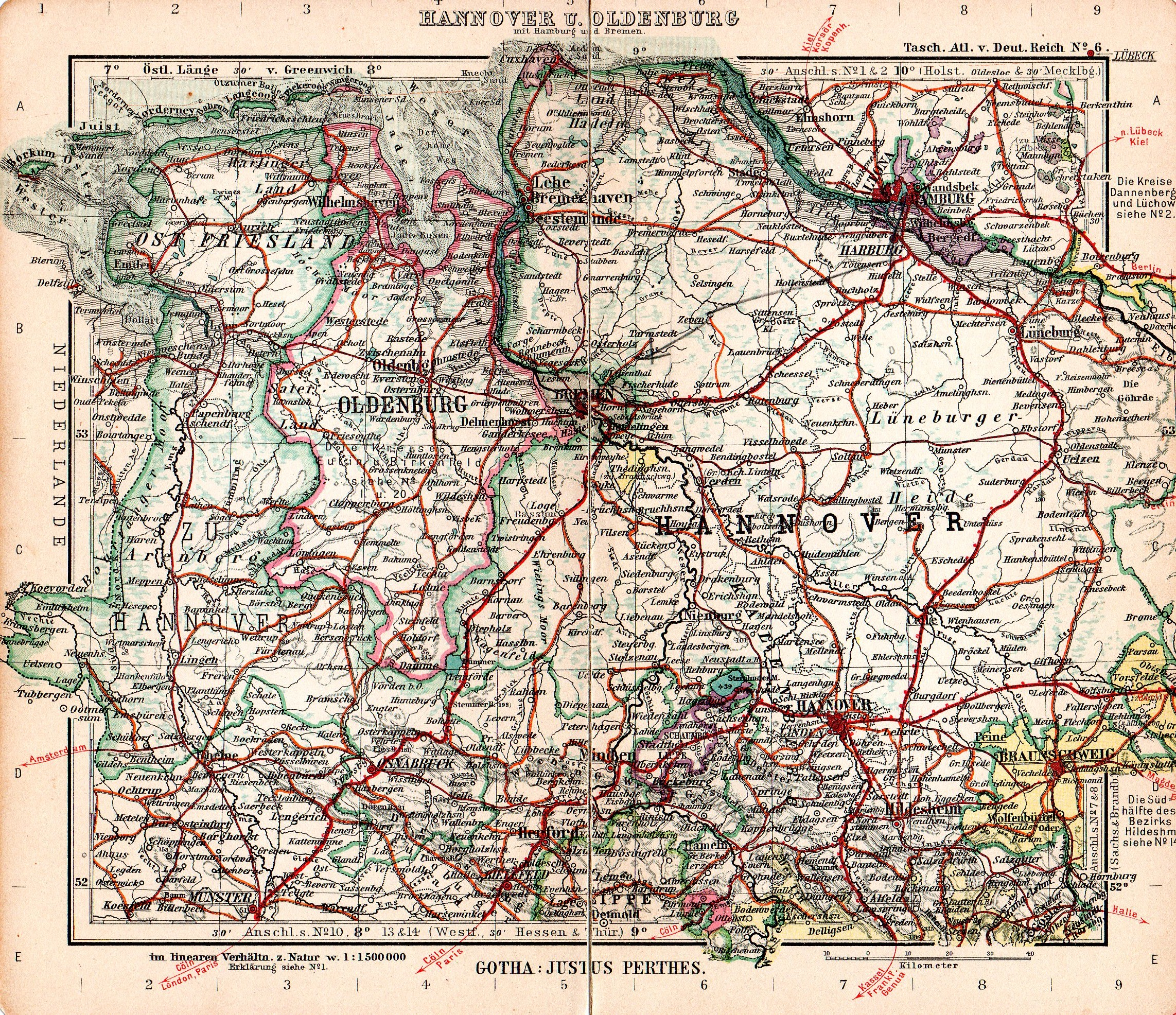
Nordwestdeutschland 1911. Hannover und Oldenburg

Das Korps war vor dem Beginn des Ersten Weltkrieges der III. Armee-Inspektion unterstellt und gliederte sich wie folgt:
- 19. Division in Hannover
- 20. Division in Hannover
- Hannoversches Jäger-Bataillon Nr. 10 in Goslar
- Hannoversches Pionier-Bataillon Nr. 10 in Minden
- Telegraphen-Bataillon Nr. 6 in Hannover (vorläufig Truppenübungsplatz Munster)
- Hannoversche Train-Abteilung Nr. 10 in Hannover

## Geschichte
Das Korps wurde nach dem Deutschen Krieg am 11. Oktober 1866 in der neu gegründeten preußischen Provinz Hannover errichtet und das Generalkommando und die Intendantur befand sich bis zur Auflösung des Großverbandes 1919 in Hannover.

### Deutsch-Französischer Krieg

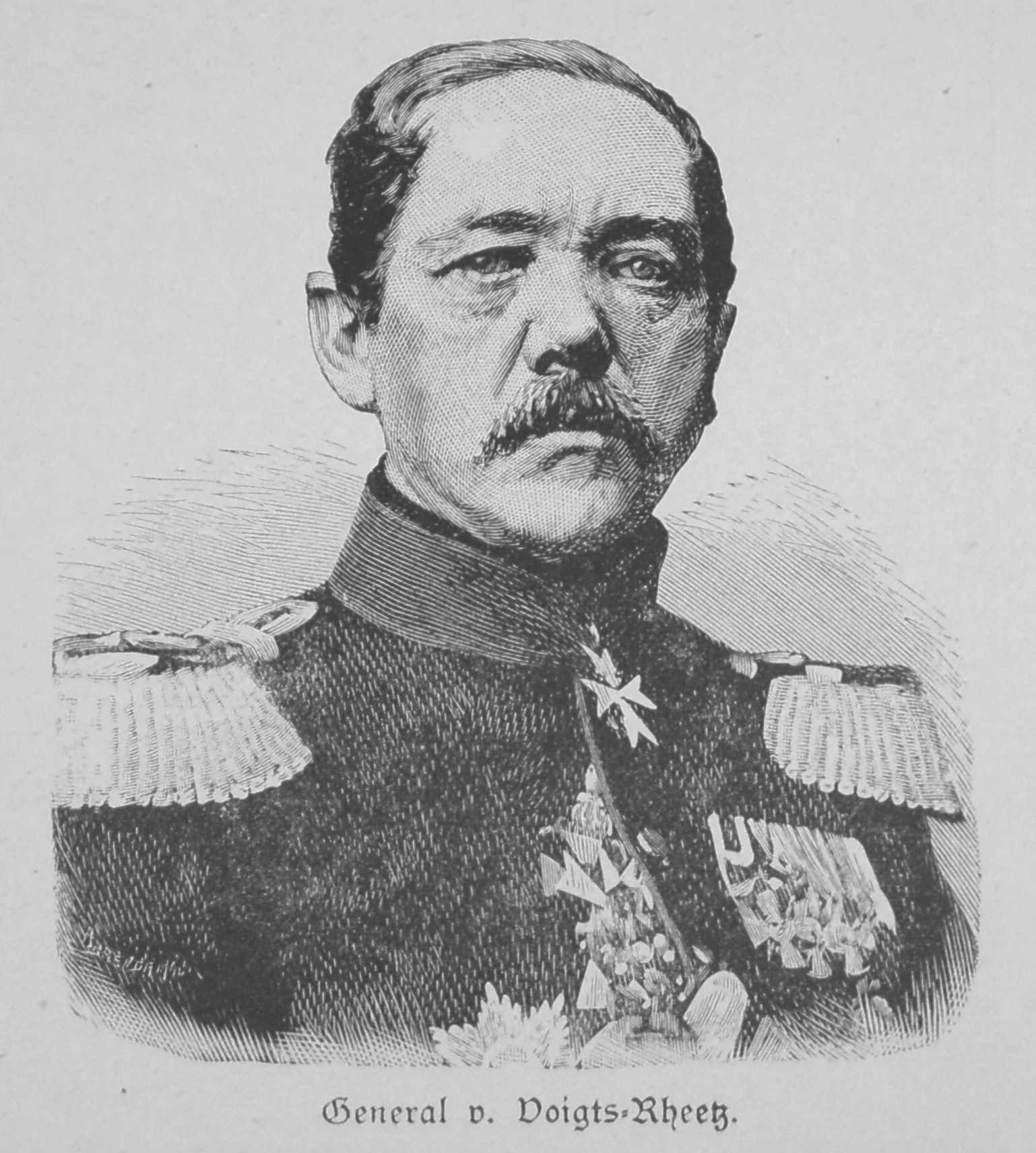
Konstantin Bernhard von Voigts-Rhetz

Im Krieg gegen Frankreich kämpfte das aus Hannoverschen Truppen bestehende X. Korps 1870/71 unter dem Kommandierenden General von Voigts-Rhetz im Verband der 2. Armee unter Prinz Friedrich Karl von Preußen. Als Chef des Generalstabes fungierte Oberst von Caprivi, die unterstellte 19. Division stand unter Generalleutnant von Schwartzkoppen, die 20. Division führte Generalmajor von Kraatz-Koschlau. Das Korps versammelte sich bis zum 5. August im Raum Bingen am Rhein und überschritt am 10. August die Saar. Das X. Korps war der 2. Armee vorangegangen und hatte bis zum 15. August Pont-à-Mousson und das dortige linke Moselufer gesichert, mit der zugeteilten 5. Kavallerie-Division hatte das Korps an der Straße Metz-Verdun aufzuklären. Ziel war es, festzustellen, ob die französische Armee aus der Festung Metz abgezogen oder noch im Abzug begriffen sei. Am 16. August wurde der Vormarsch über Thiaucourt auf St. Hilaire befohlen.
Nach der Nordschwenkung der 2. Armee stieß das X. Korps über Tronville auf Vionville und unterstützte den Angriff des III. Armee-Korps in der Schlacht von Mars-la-Tour. Nach einem Gewaltmarsch traf vom Westen her die 20. Division rechtzeitig zur Entlastung der schwer bedrängten 5. Division ein, während ihre Artillerie den französischen Vormarsch aufhielt. Die gleichzeitig eingreifende 38. Brigade der 19. Division hatte bereits von Étain zur Maas einen Marsch von zwölf Stunden zurückgelegt. Die 19. Division geriet beim Angriff auf die Höhen von Bruville in ein französisches Kreuzfeuer und verlor innerhalb 30 Minuten 2600 Mann. Am Schlachtfeld von Gravelotte (11 km westlich von Metz) traf das Korps als Reserve hinter dem Gardekorps ein, nahm aber nicht mehr am Kampf um St. Privat teil. Während der Belagerung von Metz übernahm das X. Korps die Sicherung der nördlichen Einschließungsfront und beteiligte sich Ende August in der Schlacht bei Noisseville an der Abwehr französischer Ausfälle.
Nach der Übergabe der Festung Metz wurde das X. Korps frei und in den Raum südlich von Paris an die Loire berufen. Es erreichte am 10. November Troyes und am 19. November Montargis. Nach einem Gefecht zwischen Ladon und Maizières zog sich das Korps näher an die 2. Armee heran, welche den Auftrag hatte, die französische Loire-Armee unter General Chanzy zu stellen. In der Schlacht bei Beaune-la-Rolande vom 28. November standen General Voigts-Rhetz etwa drei Brigaden mit 11.000 Mann und 70 Geschütze zur Verfügung. Es gelang dem Korps, sich gegen die Übermacht des französischen XX. Korps unter General Crouzat zu behaupten, da die Franzosen nicht ihre ganze Streitmacht einsetzten. Das X. Korps war schon erschöpft, als nachmittags das III. Armee-Korps unter General von Alvensleben zur Unterstützung eingriff.
Vor der Schlacht von Orléans am 3. und 4. Dezember wurde das X. Korps bei Boynes zusammengezogen und sollte hinter dem bei Pithiviers stehenden III. Korps in die Kämpfe eingreifen. Am 10. Dezember löste das Korps die Bayern am dritten Tag der Schlacht bei Beaugency ab und stieß bei der Verfolgung nahe Mortais auf den Gegner. Die 2. Kavallerie-Division unter General zu Stolberg führte am 15. Dezember beim Aufklären in Richtung Vendome die Avantgarde des X. Korps. Bei der Verfolgung der Loire-Armee auf Le Mans wurde das Korps der Armee des Großherzog von Mecklenburg unterstellt. Diese Armee-Abteilung nahm am 13. Dezember Blois und nach weiteren Gefechten am 17. Dezember kampflos Vendôme ein.
Ende Dezember versammelten sich bei Le Mans erneut 150.000 französische Soldaten. Bis zum 6. Januar 1871 konzentrierte sich die deutsche 2. Armee bei Vendôme. Die Breite des Vormarsches betrug bis zu 100 km. Im Zentrum waren das III. und das IX. Korps, rechts das XIII. und links das X. Korps, das aus Richtung Tours von Süden her vorstieß. Zwischen 10. und 12. Januar wurde die Loirearmee schließlich in der Schlacht bei Le Mans vollständig zerschlagen. Am 11. Januar siegte die 19. Division im Gefecht von Les Mortes-Aures, am 12. Januar folgte die 20. Division von La Tuillerie her, beide drangen in die südliche Vorstadt von Le Mans ein.

### Erster Weltkrieg

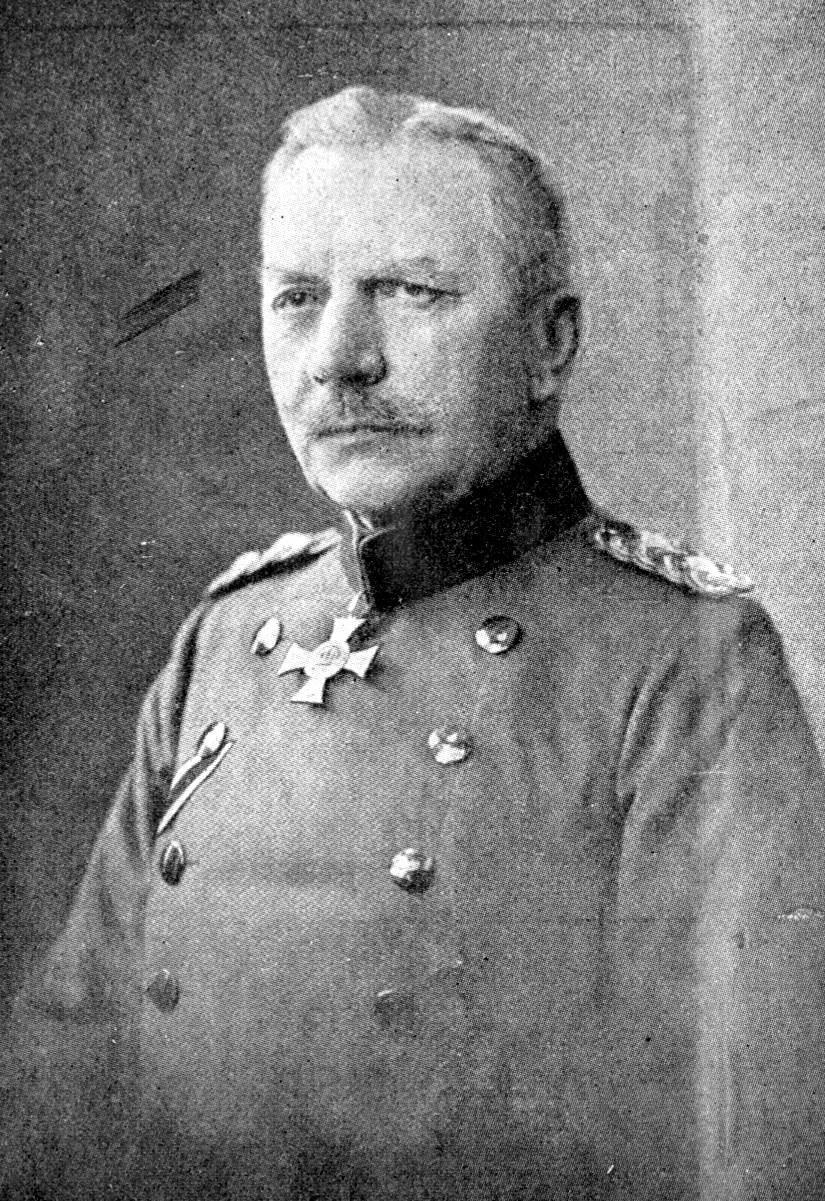
Otto von Emmich

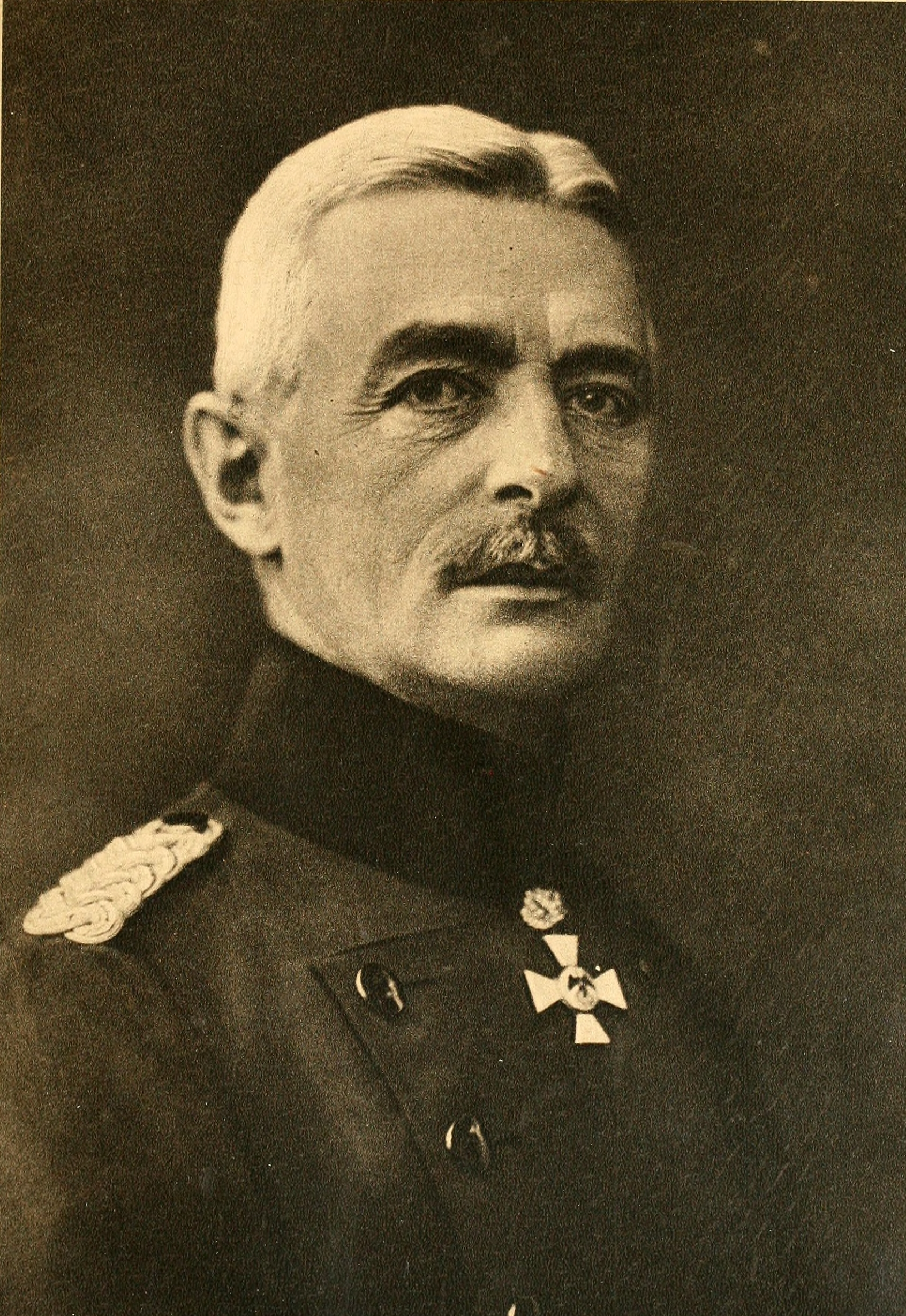
Walter von Lüttwitz

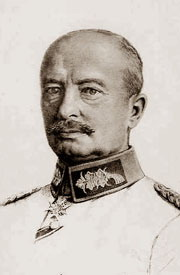
Konstantin Schmidt von Knobelsdorf

Das X. Armee-Korps marschierte im August 1914 im Verband der 2. Armee unter Generaloberst von Bülow in das neutrale Belgien ein. Dem Kommandierenden General von Emmich waren dabei die 19. Division unter Generalleutnant von Hoffmann und die 20. Division unter Generalleutnant Schmundt unterstellt; Generalstabschef war Oberst Graf von Lambsdorff. Der Kommandierende General von Emmich, dem der Angriffsverband auf Lüttich unterstand, sollte in der Nacht vom 5. auf den 6. August die Außenforts dieses Festungsrings angreifen. Erst die am Nachmittag des 12. August eingetroffene schwere und schwerste Belagerungsartillerie führte die Entscheidung herbei. Nach der Eroberung von Lüttich setzte das Korps den Vormarsch nach Süden fort und war ab 20. August an der Schlacht an der Sambre beteiligt. Am südlichen Sambreufer hatte das französische 10. Korps Stellung bezogen. Am 21. August erreichte die 19. Division bei Pont de Loup die Sambre, die 20. Division drang in Tamines ein. Es kam zu schweren Häuserkämpfen mit der Bevölkerung und zu Plünderungen. Am 22. August gewann das Korps das Südufer bei Gerpinnes. Die deutsche 2. Armee verfolgte mit Masse in den Raum südwestlich Avesnes. Am 27. August blieb die französische 5. Armee unter General Lanrezac bei Guise an der Oise nochmals stehen und bereitete in der Schlacht bei Saint-Quentin einen Gegenangriff vor. Das X. Korps hatte seine Stoßrichtung auf Guise genommen, links davon war das Gardekorps im Vorgehen auf Hirson. Guise und seine südliche Vorstadt Flavigny fielen am 28. August in die Hand der 19. Division unter Generalleutnant Hofmann; die 20. Infanterie-Division stand in Kampf bei Leschelle. Am 29. August erreichte die 19. Division Audigny und die 20. Division Macquigny. Im Zentrum konzentrierte Lanrezac für einen Gegenstoß drei Korps, um Guise zurückzunehmen und drängte das deutsche X. Korps zur Oise zurück. Die 19. Division konnte die Lage bei Jonqueuse – Mont-d’Origny nur mit letzter Mühe stabilisieren.
Am 6. September begann ein weiterer französische Gegenangriff in der Marneschlacht. Der Angriff des französischen 9. Korps bei Sézanne–Concy scheiterte ebenso wie das Vorgehen der 42. Infanteriedivision bei Villeneuve-lès-Charleville. Nach dem deutschen Rückzug erreichten die am 9. September zurückgegangenen Teile der 2. Armee die Linie Mareuil-en-Brie – Vertus. Am linken Flügel der Armee verblieben das X. Armee-Korps und das Gardekorps noch bis zum folgenden Tag am südlichen Marneufer als Nachhut stehen. Am 12. September war die deutsche Front an der Aisne neu geordnet, Reims wurde vom Korps aufgegeben. Die Truppen des Generals von Emmich standen auf dem nördlichen Vesle-Ufer von Cormontreuil bis Prunay, das Gardekorps schloss bis südwestlich Prosnes an. Am 14. und 15. September verteidigte das Korps mit der 19. Division und der neu zugeteilten 2. Garde-Division den Abschnitt zwischen Brimont und Betheney, im Raum nördlich von Reims. Am 20. September konnte das X. Korps das gegenüberliegende französische 10. Korps auf die Linie Loive - Courcy zurückdrängen.
Im April 1915 wurde das Korps nach Galizien an die Ostfront verlegt. Am rechten Flügel der 11. Armee unter von Mackensen eingesetzt, kämpfte das Korps im Mai 1915 in der Schlacht von Gorlice-Tarnów. Es überschritt den San bei Sieniawa und kämpfte bei Jaroslau und Radymno. Nach der Durchbruchsschlacht von Lubaczów stieß es ab 17. Juni in nördliche Richtung vor. Nach der Schlacht von Krasnostaw kam es ab 18. Juli zu Verfolgung über den Wieprz zum Bug. Ab 9. September wurde das Korps an die Westfront verlegt. Es griff Ende September 1915 im Abschnitt der 3. Armee in die Herbstschlacht in der Champagne ein. Das eintreffende IX. Armee-Korps löste das X. Armee-Korps bereits Mitte Oktober im Brennpunkt der Schlacht ab.
Es folgten Stellungskämpfe an der Aisne und im Juni 1916 infolge der Brussilow-Offensive die Rückkehr an die Ostfront. Das X. Korps unter General von Lüttwitz wurde neben dem k.u.k. II. Korps und der Gruppe Fath der Korpsgruppe Bernhardi am Styr und Stochod zugeteilt. Am 28. Juli 1916 begann die russische Besondere Armee des General Besobrasow den Angriff auf den wichtigen Verkehrsknoten Kowel, links verlängerten zwei Korps von Kaledins 8. Armee die Front bis Zaturcy. Der rechte Flügel der Armeegruppe Bernhardi mit der kombinierten Division Rusche, der k.u.k. 29. Division, sowie das durch die deutsche 121. Infanterie-Division verstärkte X. Korps verteidigten das bedrohte Kowel. Die Stochodlinie von Kisielin bis Zaturcy wurde von der 20. Infanterie-Division unter von Schoeler gehalten. Nördlich von Trysten brach die Russen am linken Flügel der 19. Division ein, ihre Stellungen bei Woronczyn gingen verloren, hinter dem Stochod festigte sich die Front wieder.
Im November 1916 wurde das Korpskommando an die Westfront zurück an die Aisne verlegt. Unter der Führung des Generals Schmidt von Knobelsdorf war das Korps bis Kriegsende im Oberelsass bei der Armeeabteilung B unter General der Infanterie von Gündell im Einsatz. Zwischen 27. August und 5. September 1917 wurde das Kommando nach dem Standort als Gruppe „Sierentz“ bezeichnet. Ende Oktober 1918 waren dem Korpskommando die 26. Landwehr-Division und die Bayerische 30. Reserve-Division zugeteilt.

## Kommandierender General
Das Generalkommando als Kommandobehörde des Armee-Korps stand unter der Führung des Kommandierenden Generals.
| Dienstgrad                              | Name                                 | Datum                                  |
| --------------------------------------- | ------------------------------------ | -------------------------------------- |
| General der Infanterie                  | Konstantin Bernhard von Voigts-Rhetz | 30. Oktober 1866 bis 11. Dezember 1873 |
| General der Kavallerie                  | Albrecht von Preußen                 | 12. Dezember 1873 bis 9. Juli 1888     |
| General der Infanterie                  | Leo von Caprivi                      | 10. Juli 1888 bis 23. März 1890        |
| General der Infanterie                  | Walther Bronsart von Schellendorff   | 24. März 1890 bis 26. Januar 1893      |
| Generalleutnant/ General der Infanterie | August von Seebeck                   | 27. Januar 1893 bis 3. April 1899      |
| General der Infanterie                  | August von Bomsdorff                 | 04. April 1899 bis 16. Oktober 1899    |
| Generalleutnant/ General der Kavallerie | Karl von Stünzner                    | 17. Oktober 1899 bis 8. Februar 1908   |
| General der Infanterie                  | Alfred von Loewenfeld                | 09. Februar 1908 bis 28. Mai 1909      |
| General der Infanterie                  | Otto von Emmich                      | 29. Mai 1909 bis 21. Dezember 1915     |
| Generalleutnant                         | Walther von Lüttwitz                 | 22. Dezember 1915 bis 20. August 1916  |
| General der Infanterie                  | Konstantin Schmidt von Knobelsdorf   | 21. August 1916 bis Ende               |

## Überlieferung
Die Akten des X. Armeekorps gingen durch den Luftangriff auf Potsdam am 18. April 1945, bei dem das Reichsarchiv schwer getroffen wurde, größtenteils verloren. Dadurch ist die nordwestdeutsche Militärgeschichtsschreibung von 1867 bis 1919 stark beeinträchtigt, da sich Schriftverkehr vor allem des Stellvertretenden Generalkommandos nur noch in Parallelüberlieferung in Beständen von Regionalarchiven wiederfindet, wie z. B. dem Staatsarchiv Oldenburg.